# أندريه ويتزل
أندريه ويتزل (بالهولندية: André Wetzel) هو مدرب كرة قدم ولاعب كرة قدم هولندي في مركز الوسط، ولد في 3 نوفمبر 1951 في سورابايا في إندونيسيا. لعب مع أدو دين هاغ ونادي هارلم.

## وصلات خارجية
- أندريه ويتزل على موقع قاعدة بيانات كرة القدم.إي يو (الإنجليزية)
- أندريه ويتزل على موقع Soccerway.com (الإنجليزية)